# Tidig nyengelska
Tidig nyengelska (på engelska: Early Modern English) kallas den engelska som utvecklades ur medelengelskan och som användes från slutet av 1400-talet till 1650. Den vidareutvecklades sedan till nyengelska.